# Піл (регіональний муніципалітет)
Піл (англ. Peel) — регіональний муніципалітет в провінції Онтаріо, який є частиною урбанізованого району «Золота підкова», що простягається вздовж західного узбережжя озера Онтаріо та є західною і північно-західною околицею Великого Торонто. Населення становить 1 159 405 осіб (2-е місце по провінції), проте муніципалітет один з найменших за площею — 1 241.99 км² (45-е місце в Онтаріо), середня густина становить 933.2 чол/км². Центр — місто Брамптон. До складу адміністративної одиниці входять три муніципалітети: Брамптон, Міссісога та Каледон.
У муніципалітеті Міссісога знаходиться міжнародний аеропорт «Торонто-Пірсон» — найбільший у Канаді: річний пасажиропотік 30.4 млн осіб. Через муніципалітет проходять автотраса Queen Elizabeth Way та автотраси серії «400».

## Географія
Піл є західною частиною внутрішнього кільця Золотої підкови.
На північному сході — графство Сімко, на північному заході — графство Дафферін, на заході — графство Веллінгтон, на південному заході — регіональний муніципалітет Галтон, з півдня омивається озером Онтаріо, на південному сході — муніципалітет Торонто та на північному сході — регіональний муніципалітет Йорк.